# Traminda anandaria
Traminda anandaria är en fjärilsart som beskrevs av Swinhoe 1904. Traminda anandaria ingår i släktet Traminda och familjen mätare. Inga underarter finns listade i Catalogue of Life.